# Leichtathletik-Länderkampf der Männer 1937 Dänemark – Deutschland
| 4. Leichtathletik-Länderkampf mit deutscher Beteiligung 1937 | 4. Leichtathletik-Länderkampf mit deutscher Beteiligung 1937 |
| ------------------------------------------------------------ | ------------------------------------------------------------ |
|                                                              |                                                              |
| Ländervergleich der Männer: Dänemark – Deutschland           |                                                              |
| Austragungsort                                               | Kopenhagen                                                   |
| Wettbewerbe                                                  | 12                                                           |
| Datum                                                        | 20. August 1937                                              |
| 1. GER 2. DNK                                                | 104 Punkte 076 Punkte                                        |
| Chronik                                                      |                                                              |
| ← ENG-GER (M)                                                | GER-AUT (M) →                                                |

Im vierten Vergleich des Länderkampfjahres 1937 trafen die Deutschen auf das Leichtathletikteam aus Dänemark. Es war die erste Begegnung der beiden Nationen in dieser Form. Ausgetragen wurde sie am 20. August in der dänischen Hauptstadt Kopenhagen als einer von sechs deutschen Leichtathletik-Länderkämpfen der Männer in verschiedenen Orten an diesem Wochenende.

## Wettbewerbe und Modus
In diesem Aufeinandertreffen starteten in den Läufen nicht wie üblich zwei, sondern drei Athleten pro Land und Disziplin. Die technischen Wettbewerbe wurden wie üblich mit je zwei Teilnehmern pro Land und Disziplin durchgeführt. Die Wertung in den Einzeldisziplinen richtete sich umgekehrt an der Platzierung aus, das heißt (1) in den Läufen: Pl. 1: 6 P, Pl. 2: 5 P, …, Pl. 6: 1 P / (2) in den Sprung-/Stoß- und Wurfwettbewerben: Pl. 1: 4 P, Pl. 2: 3 P, …, Pl. 4: 1 P. In der einzigen Staffel gab es für Platz eins drei Punkte und für Platz zwei einen Punkt.

## Resultat
Die deutschen Sportler traten nicht in Bestbesetzung an. Da sechs Länderkämpfe an verschiedenen Orten gleichzeitig stattfanden, musste Deutschland seine stärksten Athleten auf die verschiedenen Ereignisse verteilen, sodass die Mannschaften vor allem mit Athleten aus der zweiten Reihe besetzt waren. In den Laufdisziplinen einschließlich der Staffel waren Deutschlands Leichtathleten gegen Dänemark dennoch deutlich überlegen, außer der Wertung des 400-Meter-Laufs gewannen sie in diesem Bereich alle Wettbewerbe. Von den fünf technischen Disziplinen konnte Dänemark drei für sich entscheiden, zwei gewann Deutschland. In der Gesamtabrechnung lag Deutschland mit 104 zu 76 Punkten vorn.

## Resultate

### 100 m
| Platz | Athlet         | Land | Zeit (s) |
| ----- | -------------- | ---- | -------- |
| 1     | Walter Ganzer  | GER  | 10,8     |
| 2     | Fritz Müller   | GER  | 10,9     |
| 3     | Egon Schein    | GER  | 10,9     |
| 4     | Vagn Rasmussen | DNK  | 11,0     |
| 5     | Bock           | DNK  | 11,1     |
| 6     | S. Nielsen     | DNK  | 11,2     |

### 400 m
| Platz | Athlet               | Land | Zeit (s) |
| ----- | -------------------- | ---- | -------- |
| 1     | Hermann Blazejezak   | GER  | 49,0     |
| 2     | Vagn Rasmussen       | DNK  | 49,4     |
| 3     | Gunnar Christensen   | DNK  | 50,0     |
| 4     | Kai Lund             | DNK  | 50,3     |
| 5     | Hans Scheele         | GER  | 50,8     |
| 6     | Hans-Joachim Arendes | GER  | 51,3     |

### 800 m
| Platz | Athlet             | Land | Zeit (min) |
| ----- | ------------------ | ---- | ---------- |
| 1     | Hans König         | GER  | 1:56,1     |
| 2     | Rantil             | DNK  | 1:57,1     |
| 3     | Hans Jauch         | GER  | 1:57,1     |
| 4     | Blume              | DNK  | 1:58,2     |
| 5     | Karl Dahlmann      | GER  | 1:58,9     |
| 6     | Jørgen Christensen | DNK  | 1:59,9     |

### 1500 m
| Platz | Athlet             | Land | Zeit (min) |
| ----- | ------------------ | ---- | ---------- |
| 1     | Werner Körting     | GER  | 3:58,3     |
| 2     | Larsen Børge       | DNK  | 3:58,8     |
| 3     | Friedrich Timm     | GER  | 3:59,7     |
| 4     | Karl Otto          | GER  | 4:02,1     |
| 5     | Jørgen Christensen | DNK  | 4:02,6     |
| 6     | Spanheimer         | DNK  | 4:02,6     |

### 5000 m
| Platz | Athlet         | Land | Zeit (min) |
| ----- | -------------- | ---- | ---------- |
| 1     | Ewald Schulze  | GER  | 15:14,2    |
| 2     | Wilhelm Adams  | GER  | 15:17,2    |
| 3     | Hans Friedrich | GER  | 15:18,0    |
| 4     | Henning Larsen | DNK  | 15:36,4    |
| 5     | B. Christensen | DNK  | 15:37,6    |
| 6     | E. Simonsen    | DNK  | 15:41,5    |

### 110 m Hürden
| Platz | Athlet        | Land | Zeit (s) |
| ----- | ------------- | ---- | -------- |
| 1     | Hans Scheele  | GER  | 15,6     |
| 2     | Leo Rath      | GER  | 15,7     |
| 3     | Mortensen     | DNK  | 16,4     |
| 4     | J. B. Nielsen | DNK  | 16,4     |
| 5     | Wilhelmsen    | DNK  | 16,7     |
| 6     | Hans Fritsch  | GER  | 16,8     |

### Schwedenstaffel (100 m – 200 m – 300 m – 400 m)
| Platz | Besetzung       | Land                                                      | Zeit (min) |
| ----- | --------------- | --------------------------------------------------------- | ---------- |
| 1     | Deutsches Reich | Fritz Müller Walter Ganzer Egon Schein Hermann Blazejezak | 1:58,4     |
| 2     | Dänemark        | Bock Vagn Rasmussen Blume Gunnar Christensen              | 2:00,9     |

### Hochsprung
| Platz | Athlet              | Land | Höhe (m) |
| ----- | ------------------- | ---- | -------- |
| 1     | Poul Otto           | DNK  | 1,85     |
| 2     | Hans Martens        | GER  | 1,85     |
| 3     | Kongerskov          | DNK  | 1,80     |
| 4     | Karl-Heinz Langhoff | GER  | 1,80     |

### Stabhochsprung
| Platz | Athlet              | Land | Höhe (m) |
| ----- | ------------------- | ---- | -------- |
| 1     | Ernst Larsen        | DNK  | 3,80     |
| 2     | Brock               | DNK  | 3,70     |
| 3     | Karl-Heinz Langhoff | GER  | 3,70     |
| 4     | Alfred Ohle         | GER  | 3,50     |

### Weitsprung
| Platz | Athlet            | Land | Weite (m) |
| ----- | ----------------- | ---- | --------- |
| 1     | Ingvard Andersen  | DNK  | 6,78      |
| 2     | Fritz Müller      | GER  | 6,63      |
| 3     | Poul Otto         | DNK  | 6,60      |
| 4     | Herbert Lindemann | GER  | 6,56      |

### Kugelstoßen
| Platz | Athlet                | Land | Weite (m) |
| ----- | --------------------- | ---- | --------- |
| 1     | Hans-Heinrich Sievert | GER  | 14,70     |
| 2     | Wilhelm Hohn          | GER  | 13,88     |
| 3     | Moesgard              | DNK  | 13,57     |
| 4     | Wilhelmsen            | DNK  | 13,06     |

### Diskuswurf
| Platz | Athlet                | Land | Weite (m) |
| ----- | --------------------- | ---- | --------- |
| 1     | Hans Fritsch          | GER  | 46,54     |
| 2     | Hans-Heinrich Sievert | GER  | 44,35     |
| 3     | Frode Moesgaard       | DNK  | 38,79     |
| 4     | Siebert               | DNK  | 36,01     |

## Weblink
- Siege an allen sieben Fronten, Berichte zu am 21./22. August parallel stattfindenden sechs Männerländerkämpfen und einem Frauenvergleich. In: Ostdeutsche Morgenpost 23. August 1937 (PDF; 1532 KB), S. 3, sbc.org.pl, abgerufen am 28. Mai 2024